# 哈勒尔贝克
哈勒尔贝克（荷蘭語：Harelbeke，荷蘭語發音：[ˈɦaːrəlbeːkə]）是比利时弗拉芒大區西佛兰德省科特赖克区的一座城市，通行荷蘭語，是弗拉芒社群的一部分，面积29.4平方千米，人口27,886人（2018年1月1日）。